# Abtretung (Deutschland)
Abtretung (auch Zession von lateinisch cessio) bedeutet im deutschen Zivilrecht nach der Legaldefinition des § 398 Satz 1 BGB die vertragliche Übertragung einer Forderung vom alten Gläubiger (Zedent) auf den neuen Gläubiger (Zessionar). Es handelt sich um den Austausch des Gläubigers durch Rechtsgeschäft ohne Änderung des Schuldners oder des Inhalts der Forderung.

## Abgrenzung
Die Abtretung ist daher abzugrenzen von der Schuldübernahme und der Novation. Neben dem rechtsgeschäftlichen Forderungsübergang kann die Person des Gläubigers auch kraft Gesetzes (sog. cessio legis, beispielsweise § 426 Abs. 2 Satz 1, § 774 Abs. 1 Satz 1 BGB, § 86 Abs. 1 VVG) oder durch Hoheitsakt (beispielsweise § 835 Abs. 2 ZPO) ausgetauscht werden.

Änderung eines Schuldverhältnisses

Die Forderung als solche hat Vermögenswert. Die Abtretung ist daher insbesondere bedeutsam als Zahlungsmittel (Abtretung an Erfüllungs statt oder erfüllungshalber) und Sicherungsmittel für Geld- oder Warenkredite.
Bei der Abtretung handelt es sich um eine Verfügung über die Forderung. Sie ist allerdings kein dingliches Rechtsgeschäft, da sie kein Recht an einer Sache, sondern einen Anspruch aus einem Schuldverhältnis (§ 241 Abs. 1 Satz 1 BGB) betrifft. Insofern erklärt sich die Einordnung im allgemeinen Teil des Schuldrechts. Demgegenüber können dingliche Rechte wie beispielsweise das Eigentum und Ansprüche, die einzig dazu dienen, diese dinglichen Rechte durchzusetzen (beispielsweise § 985 BGB), nicht abgetreten werden: sie gehen nach den allgemeinen Regeln über die Übertragung dinglicher Rechte (beispielsweise §§ 929 ff. BGB) über.
Als Verfügung ist der Abtretungsvertrag abstrakt von dem zugrunde liegenden Kausalgeschäft. Hierbei kann es sich beispielsweise um einen Forderungskauf, eine Schenkung, eine Geschäftsbesorgung (im Falle der Inkassozession) oder eine Sicherungsabrede (im Falle der Sicherungsabtretung, s. u.) handeln. Mängel im Kausalgeschäft berühren die Wirksamkeit der Abtretung nicht, die Forderung ist aber ggf. kondizierbar (§§ 812 ff. BGB).

## Historische Entwicklung
Das römische Recht kannte ursprünglich keinen Gläubigerwechsel, der die Forderung hätte unverändert bestehen lassen. Es wurde davon ausgegangen, dass eine enge Verbindung zwischen Forderung und Berechtigtem bestand und ein bloßer Gläubigerwechsel damit ausgeschlossen war. Um eine Forderung zu einem neuen Berechtigten übertragen zu können, behalf sich die Praxis mit der sogenannten „Prozessvertretung“. Bei ihr wurde der Empfänger der Forderung ermächtigt, die Forderung für sich durchzusetzen, notfalls auch einzuklagen (lateinisch procurator in rem suam). Diese Vorgehensweise hatte gegenüber der ebenfalls praktizierten Aktivdelegation (rechtlich handelte es sich eigentlich um eine Novation) den Vorteil, dass akzessorische Sicherheiten bei ihr nicht erloschen.
Ab dem Kaiserrecht des späten 3. Jahrhunderts erhielt der Zessionar eine zunehmend verbesserte Position, denn die actio utilis ließ eine Klage aus (unwiderruflich) eigenem und nicht lediglich abgeleitetem Recht zu. Unter den für ihre groß angelegten Kodifikationen berühmt gewordenen Kaisern Diokletian, Hauptrepräsentant des weströmischen Vulgarrechts und Justinian, der im oströmischen Reichsgebiet die spätantiken Kompilationen zum später so genannten Corpus iuris civilis geschaffen hatte, entwickelte sich das Klagerecht über den ursprünglichen Einzelfall des Erbschaftskaufs hinaus weiter zum Klagerecht über alle Forderungen. Am Ende dieser Entwicklung stand die Zession als eine vom Kausalgeschäft losgelöste Rechtsübertragung. Die actio utilis hatte den Charakter einer Sondernachfolge in Forderungen gewonnen. Mit diesem neuen Zessionstyp wurde die Personengebundenheit einer Forderung als Grundsatz aufgegeben; dies mit der Folge, dass Causa und Verfügung in einem Rechtsakt verschmolzen.
Die Rechtsgelehrten des 12. und 13. Jahrhunderts durchbrachen das Dogma in rückwärtsgewandter Richtung wieder. Die im Corpus iuris civilis aufgeführten Fälle verstanden sie als bloße Einzelfälle. Sie abjudizierten einen gesetzmäßigen Hintergrund. Die Prozessvertretung und die Aktivdelegation wurden in ihren ursprünglichen Formen restatuiert.
Für die Phase vor der Rezeption des römischen Rechts ist umstritten, ob eine Forderung nach germanischem Recht übertragbar war. Die herrschende Meinung verneint die Frage vor dem Horizont, dass Ansprüche grundsätzlich als Rechtsfolgen eines Delikts verstanden wurden. In Deutschland wurde die römische Zessionslehre letztlich erst spät übernommen, denn bis zur Zeit des usus modernus pandectarum blieb sie in der durch die Glossatoren bearbeiteten Version gültig. Während des jungen usus modernus im frühen 18. Jahrhundert folgte die herrschende Meinung der Lehre Johann Schilters. Ein derivativer Forderungserwerb war danach möglich. Umstritten war lediglich, ob deutsches Gewohnheitsrecht das römische Recht überlagert habe, oder ob letzteres schlicht nicht rezipiert worden sei. Die im frühen 19. Jahrhundert dann vorherrschende Lehre folgte Friedrich Mühlenbruch. Danach war die Übertragung von Sachen, nicht aber die von Forderungen möglich, was bedeutete, dass der Wegfall einer Person auch das Ende des Rechts bedeutete. Die Vertreter der Lehre wähnten sich im Einklang mit römischem Recht, das eine Einzelnachfolge in Forderungen nicht vorgesehen habe. Hiergegen regte sich ab der Mitte des 19. Jahrhunderts Kritik, insbesondere durch Bernhard Windscheid. Der Kritiker Auffassung nach sei es undenkbar, dass der Zedent der Forderung die Ausübungsbefugnis unwiderruflich auf einen anderen übertragen könne, selbst aber Inhaber des Rechts bleibe. Genauso wenig könne es sein, dass der Zessionar das fremde Recht nur stellvertretend ausübe, die Ausübungsbefugnis selbst jedoch sein eigenes Recht sei. Daraus entwickelte sich eine Gegenthese, die versuchte, die tatsächlichen Interessenlagen zu fassen. Ausgehend von der Definition Friedrich Carl von Savignys, eine Zession „sei als Wechsel des Subjekts ohne Änderung der Identität des Rechts“ zu verstehen, konnte die Forderung vom ursprünglichen Gläubiger losgelöst werden.
In den ersten Beratungen zum Bürgerlichen Gesetzbuch (BGB) wurde die auf Savigny fußende Auffassung herangezogen und für eine gesetzliche Fixierung diskutiert. Die Zession sollte durch Einigung zwischen Zedent und Zessionar möglich sein; dies unter der Maßgabe, dass eine Einwilligung des Schuldners entbehrlich sei. In der Rechtsfolge verlor der Zedent seine Gläubigerposition, während der Zessionar in sie eintrat. Da der Schuldner von den Abtretungsvorgängen zumeist keine Kenntnis erhielt, bedurfte es eines Schutzmechanismus für ihn. So sollte es möglich sein, dass er gegenüber dem Zedenten mit befreiender Wirkung leisten konnte, soweit er keine Kenntnis vom Gläubigerwechsel hatte. Die etwa zwanzig Jahre später unter Gottlieb Planck entstandenen BGB-Entwürfe 2 und 3 sahen keine inhaltlichen Änderungen zum Themenkomplex vor. Somit verabschiedete die 2. BGB-Kommission, geleitet von Heinrich Eduard von Pape, die auf Bernhard Windscheid beruhende Version als Gesetz.

## Voraussetzungen der Abtretung

### Wirksame Einigung über den Forderungsübergang, § 398 Satz 1 BGB
Bei der Abtretung handelt es sich um einen Verfügungsvertrag, der nach den allgemeinen Vorschriften über Entstehung und Wirksamkeit von Willenserklärungen und Verträgen beurteilt werden muss. Die Abtretung kann insbesondere gegen § 134 BGB i. V. m. § 203 StGB verstoßen, da § 402 BGB den Zedenten zur Herausgabe der zur Durchsetzung erforderlichen, ggf. vertraulichen Unterlagen verpflichtet. Der Abtretungsvertrag ist grundsätzlich formlos wirksam. Dies gilt auch, wenn das zugrunde liegende Kausalgeschäft formbedürftig ist (beispielsweise nach § 311b Abs. 1 Satz 1 BGB), da die Abtretung als Verfügungsgeschäft abstrakt ist. Ausnahmsweise kann aber auch der Abtretungsvertrag einem Formzwang nach Spezialgesetzen unterliegen (beispielsweise gemäß § 1154 Abs. 1 BGB). Auf die Nichtigkeit des Abtretungsvertrags kann sich auch der Schuldner berufen.

### Berechtigung des Zedenten
Die Forderung muss tatsächlich bestehen und der Zedent ihr Inhaber sein. Zudem darf die Abtretung nicht ausgeschlossen sein.

#### Bestehen der Forderung zugunsten des Zedenten
Grundsätzlich ist jede Forderung abtretbar, unabhängig, aus welchem Schuldverhältnis sie stammt. Eine Teilabtretung ist nach herrschender Meinung (h. M.) möglich, wenn die Forderung teilbar ist. Aber auch erst künftig entstehende Forderungen können abgetreten werden (Vorausabtretung, praktisch häufig zu Sicherungszwecken). Auch können mehrere Forderungen auf einmal abgetreten werden (Rahmenzession), beispielsweise alle aus einem bestimmten Rechtsverhältnis (Globalzession). Tritt der Abtretende die gleiche Forderung mehrfach ab (Doppelabtretung), ist der Abtretende nur zur ersten Abtretung berechtigt, z. B. tritt A eine Forderung an B und später an C ab, dann ist A zum Zeitpunkt der Abtretung an C nicht mehr Inhaber der Forderung.
Bestimmtheitsgrundsatz: Die Forderung muss im Interesse der Rechtssicherheit nach Schuldgrund, Inhalt und Schuldner zweifelsfrei bestimmbar sein. Für künftige Forderungen reicht aus, dass diese Voraussetzungen im Zeitpunkt der Entstehung der Forderung erfüllt sind. Insbesondere bei der Globalzession muss nicht jede Forderung einzeln bezeichnet werden, wenn eindeutig ist, dass alle Forderungen aus einem bestimmten Zeitraum oder aus bestimmten Geschäftsbeziehungen abgetreten werden sollen.
Grundsatz: kein gutgläubiger Erwerb von Forderungen. Besteht die Forderung nicht oder ist der Zedent nicht Inhaber der Forderung – etwa weil er sie bereits abgetreten hat – kommt ein gutgläubiger Erwerb durch den vermeintlichen Neugläubiger grundsätzlich nicht in Betracht. Anders als beim Erwerb eines dinglichen Rechts an einer beweglichen Sache (§§ 932 ff. BGB) oder an Grundstücken (§ 892 BGB) fehlt es hier an einem Rechtsscheinsträger wie dem Besitz (§ 1006 BGB) oder dem Grundbuch, auf den der Neugläubiger vertrauen darf. Bei einer mehrfachen Abtretung derselben Forderung greift nur die erste (Prioritätsprinzip); alle nachfolgenden gehen ins Leere. Ausnahmsweise kann eine Forderung gutgläubig erworben werden, sofern über sie eine Urkunde ausgestellt wurde, die als Rechtsscheinsträger fungiert. § 405 BGB ermöglicht aber nur den Erwerb trotz der Einwendung des § 117 BGB oder eines Abtretungsausschlusses gem. § 399 Fall 2 BGB, nicht in sonstigen Fällen fehlender Forderungsinhaberschaft. Eine solche Möglichkeit besteht nur, wenn der Abtretende durch einen Rechtsscheinsträger legitimiert wird (beispielsweise § 2366 BGB).

### Übertragbarkeit der Forderung / kein Ausschluss der Abtretung
Die Abtretbarkeit kann durch Sondervorschriften ausgeschlossen sein (beispielsweise § 613 Satz 2, § 664 Abs. 2 BGB). Weiterhin kommt ein Ausschluss gemäß § 399 oder § 400 BGB in Betracht.
§ 399 Fall 1 BGB: Ausschluss bei Inhaltsänderung. Eine Inhaltsänderung der Forderung durch die Abtretung kommt insbesondere in Betracht bei höchstpersönlichen Ansprüchen, die auf die Person des Gläubigers zugeschnitten sind (beispielsweise Urlaubsanspruch, § 1 BUrlG), ebenso bei einem Anspruch auf Befreiung von einer Verbindlichkeit (beispielsweise § 257 BGB): dieser kann ohne Inhaltsänderung nur an den Gläubiger dieser Verbindlichkeit abgetreten werden.
§ 399 Fall 2 BGB: Vertraglicher Abtretungsausschluss (pactum de non cedendo). Schuldner und Gläubiger können vereinbaren, dass eine Forderung nicht abtretbar sein soll. Nach h. M. hat diese Vereinbarung absolute, nicht bloß relative Wirkung. Zwei Ausnahmen von der Unwirksamkeit der Abtretung in solchen Fällen begründet § 354a HGB. Ein Abtretungsausschluss ist in AGB gemäß § 308 Nr. 9 BGB unwirksam soweit die Interessenabwägung der Nr. 9 aa), bb) nicht etwas anderes ergibt. 
Auf einen Ausschluss der Abtretbarkeit gem. § 399 Fall 2 BGB kann sich der Schuldner gemäß § 405 Fall 2 BGB nur bei Kenntnis des Zessionars berufen. Gemäß § 851 Abs. 2 ZPO wirken Abreden im Sinne des § 399 Fall 2 BGB nicht zu Lasten von Vollstreckungsgläubigern.
Einer vereinbarungswidrigen Verfügung kann der Schuldner zustimmen, da § 399 Fall 2 BGB nur ihn schützt. Die neuere Rechtsprechung und herrschende Lehre (h.L.) hält die Zustimmung für einen Abänderungsvertrag mit Wirkung bloß für die Zukunft. Auch wenn die Abtretung ausdrücklich von der Genehmigung des Schuldners abhängig gemacht wurde, soll diese nicht zurückwirken. Eine ältere Ansicht billigt der Zustimmung des Schuldners entsprechend § 185 Abs. 2 Satz 1 Fall 1, § 184 Abs. 1 BGB Rückwirkung zu auf den Zeitpunkt der Abtretung. Bei mehrfacher Abtretung soll diejenige wirksam werden, der der Schuldner zuerst zustimmt; dies kann auch die spätere Abtretung sein. Bedeutsam wird dieser Streit bei der Frage, ob zwischen Abtretung und Zustimmung vorgenommene Verfügungen oder Pfändungen wirksam bleiben oder nicht.
§ 400 BGB: Unpfändbare Forderungen. Soweit eine Forderung nicht pfändbar ist, kann sie auch nicht abgetreten werden. Dies dient zum einen dem Schutz des Existenzminimums des Gläubigers, zum anderen auch dem Schutz der Allgemeinheit: der Gläubiger soll sich seines eigenen Vermögen insoweit nicht entledigen können, als er dann auf staatliche Unterstützung angewiesen ist. Daher ist § 400 BGB zwingend und der Schuldner kann auf seinen Schutz nicht verzichten. Die Pfändbarkeit ist geregelt in §§ 850 ff. ZPO.

## Wirkungen der Abtretung

### Übergang der Forderung auf den neuen Gläubiger, § 398 Satz 2 BGB

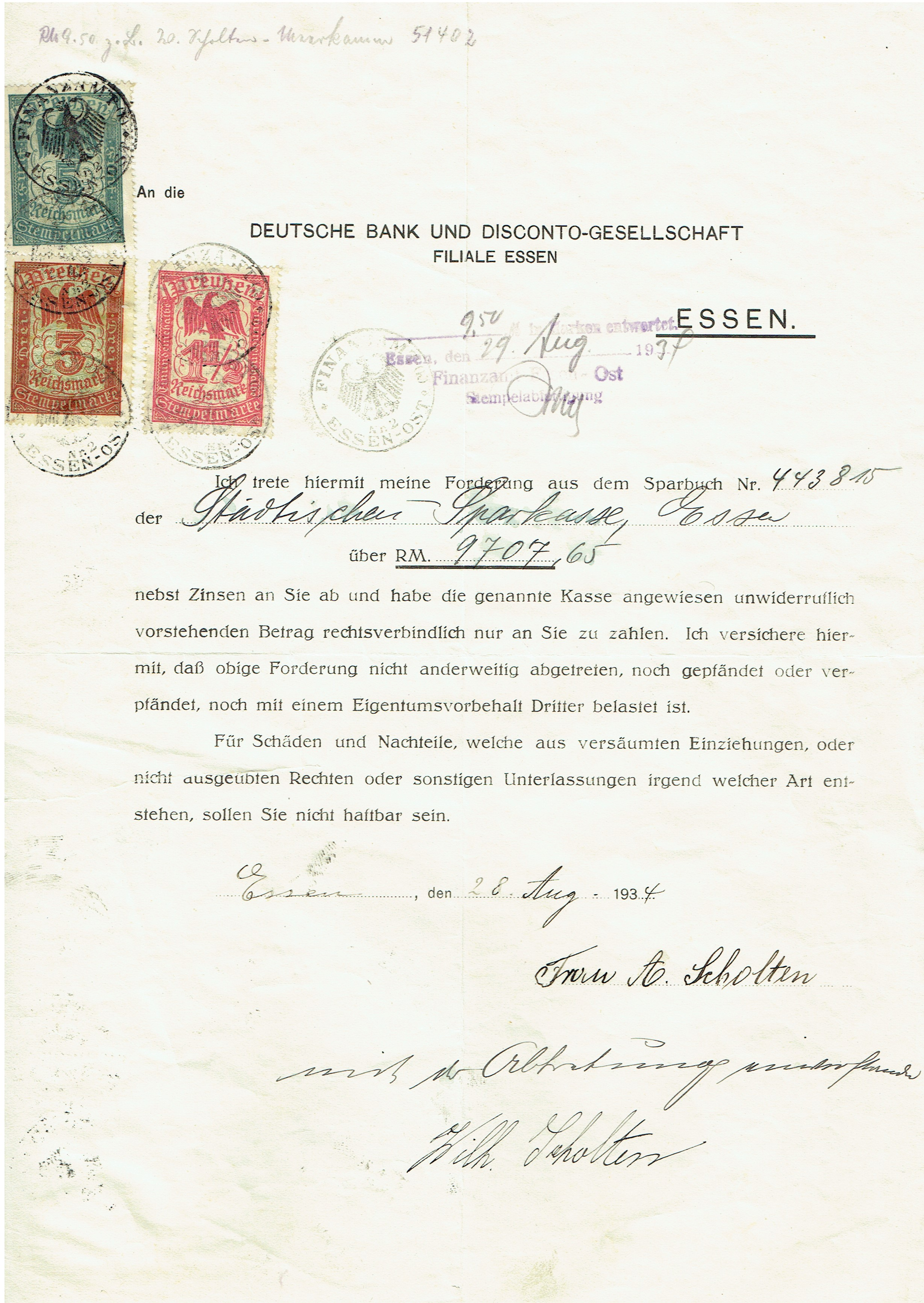
1934 wurde mit diesem Formular das Guthaben eines Sparbuches an die Deutsche Bank und Disconto-Gesellschaft abgetreten.

Die Abtretung führt zum Übergang der Forderung vom Zedenten auf den Zessionar in der Form, in der sie zum Zeitpunkt der Abtretung besteht, § 398Satz 2 BGB. Anders als bei einer Vertragsübernahme bleibt der Zedent Vertragspartner des Schuldners und kann ihm gegenüber die Einrede des § 320 BGB geltend machen. Er bleibt auch empfangszuständig für die Gestaltungserklärungen des Schuldners aus einem gegenseitigen Vertrag.
Bei der Vorausabtretung kann der Zessionar die Forderung erst bei ihrer Entstehung erwerben. Ob die Gläubiger des Zedenten in dessen Insolvenz auf die Forderung zugreifen können und ob dem Zessionar schon vor Forderungsentstehung eine Prozessführungsbefugnis zusteht, richtet sich danach, ob die vorausabgetretene Forderung direkt in der Person des Zessionars entsteht (Direkterwerb) oder zunächst für eine juristische Sekunde in der Person des Zedenten (Durchgangserwerb). Überwiegend wird danach unterschieden, ob mit der Abtretung bereits eine bestehende Rechtsposition (Anwartschaft) übertragen werden konnte (beispielsweise bei aufschiebend bedingten Forderungen), oder ob dies gerade nicht der Fall ist. Bei Übertragung einer Anwartschaft soll ein Direkterwerb vorliegen, sonst ein Durchgangserwerb.

### Übergang von Neben- und Vorzugsrechten, § 401 BGB
Außerdem gehen mit der Forderung auch deren akzessorische Nebenrechte auf den Zessionar über. Ausdrücklich in § 401 BGB genannt sind Hypotheken und Pfandrechte sowie Bürgschaften. Da diesen Rechten gemeinsam ist, dass sie abhängig von der Forderung sind (Akzessorietät), wird diese Vorschrift analog auf andere akzessorische Sicherheiten angewandt, insbesondere auf die Vormerkung (§§ 883 ff. BGB). Ebenso gehen unselbstständige Hilfsansprüche wie beispielsweise Auskunftsansprüche über.
Bezüglich der Gestaltungsrechte, die dem Zedenten hinsichtlich der Forderung zustanden, ist nach h. M. zu unterscheiden: dienen diese nur zur Durchsetzung der Forderung (beispielsweise Fälligkeitskündigung, Wahlrecht des Gläubigers), sollen sie entsprechend § 401 BGB mit der Forderung übergehen. Betreffen sie aber auch die verbliebene Position des Zedenten (beispielsweise §§ 346 ff. BGB nach Erklärung des Rücktritts), sollen sie diesem oder beiden Gläubigern zur gemeinsamen Ausübung zustehen. Ihr Übergang kann allerdings gesondert vereinbart werden.
Keine Anwendung findet § 401 BGB auf fiduziarische Sicherungsrechte wie Sicherungsgrundschuld, -übereignung oder -zession. Diese sind zum einen nicht akzessorisch zur Forderung; zum anderen ist der Gläubiger im Innenverhältnis zum Sicherungsgeber gebunden, sodass diese Vertrauensstellung dem automatischen Personenwechsel entgegensteht. Allerdings kann aus dem zugrunde liegenden Kausalverhältnis für den Zedenten die schuldrechtliche Pflicht bestehen, solche Rechte ebenfalls zu übertragen.

### Pflichten des Zedenten, §§ 402, 403 BGB
Der Zedent ist verpflichtet, dem Zessionar die nötige Auskunft zu erteilen und die erforderlichen Urkunden zu übergeben (§ 402 BGB). Er hat außerdem auf Verlangen eine öffentlich beglaubigte Urkunde über die Abtretung auszustellen (§ 403 BGB).

## Schuldnerschutz
Die §§ 404, 406 ff. BGB dienen dem Schutz des Schuldners. Grundgedanke dieser Regelungen ist, dass sich die Rechtsstellung des Schuldners nicht durch die Abtretung verschlechtern darf, da er an ihr nicht mitwirken, von ihr nicht einmal Kenntnis haben muss.

### Erhalt von Einwendungen und Einreden aus dem Ursprungsschuldverhältnis, § 404 BGB
Da die Forderung so übergeht, wie sie beim Zedenten bestand (§ 398 Satz 2 BGB), geht sie mit allen Verteidigungsrechten über, die der Schuldner bereits dem Altgläubiger entgegenhalten konnte. § 404 BGB gilt daher auch für Einreden. Einzig auf § 117 BGB kann sich der Schuldner im Fall des § 405 BGB nicht berufen (s. o.).
§ 404 BGB gilt zunächst für solche Einwendungen/Einreden, deren Voraussetzungen bei der Abtretung vorlagen (beispielsweise Nichtigkeitsgründe bzgl. der Forderung; Verjährung; Erfüllung, auch durch Aufrechnung). Es reicht aber auch aus, wenn die Einwendung/Einrede zur Zeit der Abtretung nur „begründet“ ist, das heißt dem Grunde nach angelegt ist in dem Ursprungsschuldverhältnis, selbst wenn alle Voraussetzungen erst nach der Abtretung vorliegen (beispielsweise wenn bei Gestaltungsrechten die Erklärung fehlt). Bei mehrfacher Abtretung kann der Schuldner dem nachfolgenden Zessionar gem. § 404 BGB auch Einwendungen/Einreden entgegenhalten, die er aus dem Verhältnis mit dem vorigen Zessionar erworben hat. Die in der Praxis oft seitens des Zessionars vom Schuldner erbetene Bestätigung der Einredefreiheit ist eng auszulegen, insbesondere kann ein Verzicht auf diesem noch unbekannte Einwendungen/Einreden so nicht konstruiert werden.

### Schutz des Schuldners bei Unkenntnis von der Abtretung, §§ 407, 408 BGB
Hat der Schuldner keine Kenntnis von der Abtretung, muss der Zessionar eine Leistung an den Zedenten sowie ein Rechtsgeschäft mit dem Zedenten die Forderung betreffend gegen sich gelten lassen (beispielsweise Erlass, Stundung, Aufrechnung), § 407 Abs. 1 BGB. Ist nach Abtretung, aber vor Kenntnis des Schuldners hiervon über die Forderung ein Rechtsstreit zwischen Zedenten und Schuldner anhängig geworden, muss der Zessionar auch ein rechtskräftiges Urteil zugunsten des Schuldners gegen sich gelten lassen, § 407 Abs. 2 BGB. Die Unkenntnis des Schuldners wird vermutet; fahrlässige Unkenntnis schadet nicht (§ 407 Abs. 1 und 2 BGB a.E.).
Auf Urteile oder Handlungen zu Lasten des Schuldners jedoch (z. B. Kündigung, Hemmung der Verjährung) kann sich der Zessionar nicht berufen („gegen sich gelten lassen“, § 407 Abs. 1 und 2 BGB). Da die Vorschrift allein den Schutz des Schuldners bewirken soll, kann er auf ihre Wirkung verzichten; beispielsweise kann es für ihn günstig sein, seine Leistung vom Zedenten zurückzufordern, um mit einer Forderung, die er gegen den insolventen Zessionar hat, gegen die abgetretene Forderung aufzurechnen.
Die Grundsätze gelten auch bei mehrfacher Abtretung oder gerichtlicher Überweisung einer bereits abgetretenen Forderung an einen Dritten, wenn der Schuldner keine Kenntnis vom zeitlich früheren Forderungsübergang hat (§ 408 BGB). Bei bloßer Unkenntnis über die tatsächliche Reihenfolge der Abtretungen schützt § 408 BGB den guten Glauben des Schuldners jedoch nicht.

### Schutz bei Abtretungsanzeige bzw. bis zur Abtretungsanzeige, §§ 409, 410 BGB
Wird dem Schuldner die Abtretung angezeigt, muss er auf die Richtigkeit der Anzeige vertrauen können. Die Anzeige kann auf zwei Arten erfolgen: entweder stammt sie – mündlich oder schriftlich – vom Zedenten, oder der Zessionar legt dem Schuldner eine vom Zedenten ausgestellte Urkunde über die Abtretung vor. Der Schuldner darf dann befreiend an den leisten, der ihm als neuer Gläubiger benannt ist, sowie Rechtshandlungen ihm gegenüber vornehmen. Nach überwiegender Ansicht soll es für diese Wirkung nicht auf die Gutgläubigkeit des Schuldners ankommen, der sich sogar bei positiver Kenntnis von der Unwirksamkeit der Abtretung auf die Abtretungsanzeige berufen können soll. Die Gegenansicht hält dies für zu weit gehend und beschränkt den Schutz des § 409 Abs. 1 BGB auf die Fälle, in denen es dem Schuldner wirklich auf die Tilgung seiner Verbindlichkeit ankommt.
Der Zedent kann Leistung an sich selbst nur dann verlangen, wenn derjenige, der in der Anzeige als Zessionar genannt ist, der Rücknahme der Anzeige zustimmt (§ 409 Abs. 2 BGB). Darauf kann der Zedent allerdings einen Anspruch aus § 812 BGB haben.
§ 410 Abs. 1 BGB gewährt dem Schuldner ein Leistungsverweigerungsrecht bis zum urkundlichen Nachweis über die Abtretung durch den Zessionar. Bis dahin darf er aus diesem Grund dessen Mahnung oder Kündigung unverzüglich zurückweisen; es sei denn, der Zedent hat dem Schuldner die Abtretung – schriftlich – angezeigt. Der Schuldner muss also nicht ohne den Schutz des § 409 BGB leisten.

### Schuldnerschutz im Rahmen der Aufrechnung, § 406 BGB
Unproblematisch aufrechnen kann der Schuldner gegenüber dem Zessionar mit einer Forderung, die ihm gegen diesen zusteht. § 406 BGB betrifft die Fälle, in denen ihm die Aufrechnung mit einer Forderung gegen den Zedenten ermöglicht werden soll, wenn also die in § 387 BGB geforderte Gegenseitigkeit nicht gegeben ist. § 406 BGB gilt nur für eine Aufrechnung, die in Kenntnis der Abtretung vorgenommen wird; sie ist gegenüber dem Zessionar zu erklären. Für Aufrechnungen, die bereits vor der Abtretung gegenüber dem Zedenten erklärt worden sind, gilt § 404 BGB; für Aufrechnungen in Unkenntnis von der Abtretung gilt § 407 BGB.
§ 406 BGB hilft über die fehlende Gegenseitigkeit der Forderungen hinweg. Der Schuldner ist schutzwürdig, wenn er hoffen durfte, mit seiner Gegenforderung gegen die abgetretene (Haupt-)Forderung aufrechnen zu können. Entscheidend ist der Zeitpunkt, zu dem er Kenntnis von der Abtretung erhält.
Wusste er schon bei Erwerb der Gegenforderung von der Abtretung, kann er dem Zessionar gegenüber nicht aufrechnen (§ 406 Hs. 2 Alt. 1 BGB). Dann musste er sich bewusst sein über die fehlende Gegenseitigkeit der Forderungen.
Ist die Gegenforderung des Schuldners erst nach dessen Kenntnis von der Abtretung und später als die abgetretene Hauptforderung fällig geworden, kann der Schuldner dem Zessionar gegenüber ebenfalls nicht aufrechnen (§ 406 Hs. 2 Alt. 2 BGB). Bei pünktlicher Erfüllung seiner Verbindlichkeit hätte der Schuldner auch dem Zedenten gegenüber nicht mit seiner noch nicht fälligen Gegenforderung aufrechnen können.
Im Umkehrschluss bleibt der Schuldner zur Aufrechnung befugt, wenn zu dem Zeitpunkt, zu dem er von der Abtretung Kenntnis erhält, bereits eine Aufrechnungslage im Sinne des § 389 BGB gegeben war – § 406 BGB hilft über die fehlende Gegenseitigkeit der Forderungen hinweg. Er bleibt auch berechtigt, wenn sich für ihn ohne die Abtretung bei der im Zeitpunkt der Kenntniserlangung gegebenen Rechtslage eine Aufrechnungslage entwickelt hätte, weil seine Gegenforderung vor oder mit der abgetretenen Hauptforderung zusammen fällig geworden wäre.

## Spezialfälle der Abtretung

### Sicherungsabtretung
Hier dient die Forderung zur Sicherung eines Bankkredits oder Warenkredits. Kausalgeschäft ist ein Sicherungsvertrag, der in der Regel den Zessionar (Sicherungsnehmer) im Innenverhältnis verpflichtet, die Forderung nur im Sicherungsfall zu verwerten und bei Rückzahlung des Kredits rückabzutreten. Für Unternehmensfinanzierungen relevant sind die Globalzession und die Mantelzession, bei denen alle Forderungen des Zedenten gegen Drittschuldner oder zumindest alle aus bestimmten Geschäftsbeziehungen an den Zessionar abgetreten werden (Rahmenzession). Der Unterschied zwischen beiden besteht in der Rechtswirksamkeit der Zessionslisten, auf denen diese Forderungen verzeichnet sind. Während bei der Mantelzession die Übergabe der Listen an die Bank konstitutive Bedeutung hat (hierdurch entsteht die Mantelzession rechtswirksam), kommt ihr bei der Globalzession lediglich deklaratorische Bedeutung zu; diese Zession wird rechtswirksam mit Entstehen der Forderung. Oft erfolgt die Sicherungsabtretung als sog. stille Zession: der Zedent tritt die Forderung ab, wird aber zugleich vom Zessionar zur Einziehung ermächtigt.

### Verlängerter Eigentumsvorbehalt
Hier gestattet der Eigentumsvorbehaltsverkäufer seinem Käufer, die Kaufsache weiter zu veräußern und auch das Eigentum daran zu übertragen; im Gegenzug lässt er sich im Voraus die Forderungen aus der Weiterveräußerung abtreten.

### Inkassozession
Die Forderung wird vom Zedenten übertragen, damit der Zessionar sie für ihn einzieht. Anders als bei der Einziehungsermächtigung wird der Zessionar hier Inhaber der Forderung und ist nur im Innenverhältnis durch die Inkassoabrede dem Zedenten verpflichtet.

### Factoring
Bei dieser gesetzlich nicht geregelten Konstruktion überträgt der Gläubiger Forderungen an einen Factor, der ihm den Gegenwert abzüglich einer Risikopauschale zur Verfügung stellt. Das unechte Factoring, bei dem dieser Austausch im Falle der Uneintreibbarkeit der Forderung rückgängig gemacht wird, wird allgemein als Darlehensgeschäft, das echte Factoring, bei dem eine Rückabwicklung ausgeschlossen ist, als Forderungskauf eingeordnet. In beiden Fällen ist das Factoring das abstrakte Kausalgeschäft, das durch die Abtretung erfüllt wird.